# Paul Gondjout
Paul Marie Indjendjet Gondjout (4 de junho de 1912 – 1 de julho de 1990) foi um político e servidor público gabonês, além de pai de Laure Gondjout, outra figura política notável do país. Gondjout era um membro do grupo étnico Mpongwe e trabalhou na administração colonial francesa a partir de 1928, tendo fundado o Cercle amical et mutualiste des évolués de Port-Gentil em 1943. Foi delegado do Senado da França de 1949 a 1958 e fundou o Bloco Democrático Gabonês (BDG). Em 1954, Léon M'ba juntou-se ao partido e, posteriormente, derrubou Gondjout como líder.
Em 1960, o então presidente M'ba reorganizou o governo sem consultar o Parlamento. Quando Gondjout apresentou uma moção de censura, foi acusado de tentativa de Golpe de Estado e condenado a dois anos de prisão. Após sua libertação, M'ba o nomeou para o cargo simbólico de Presidente do Conselho Econômico, em parte para silenciar a ameaça que ele representava.
Gondjout trabalhou como Ministro de Estado durante o golpe de Estado de 1964 no Gabão, mas foi absolvido de todas as acusações durante seu julgamento subsequente. Ele viveu fora da vista do público desde sua absolvição em 1966 até sua morte em 1º de julho de 1990, com poucos registros de sua vida durante esse período.

## Primeiros anos e carreira política
Gondjout nasceu em 4 de junho de 1912, em uma família do grupo étcnico Mpongwe. Ele tinha um irmão mais novo chamado Edouard. O Gondjout mais velho começou seu serviço na administração colonial francesa em 1928. Em 1943, ele fundou o Cercle amical et mutualiste des évolués de Port-Gentil (traduzido aproximadamente como Amigos Mútuos para a Evolução de Port-Gentil), uma organização que encorajou e utilizou os talentos de gaboneses escolarizados. Com a ajuda de empresários de Mpongwe, em 1945 ele criou o Partido Democrático Gabonês ao lado de Emile Issembe.
Gondjout foi eleito para o Senado da França em 24 de julho de 1949 e reeleito em 18 de maio de 1952 — ambas as vezes como candidato independente — trabalhando até o final de seu mandato em 7 de junho de 1958. Em 18 de dezembro de 1953, ele se tornou o pai de Laure Gondjout. Posteriormente, ela se tornaria uma política notável assim como seu filho, Vincent de Paul Gondjout, e sobrinho, Georges Rawiri.
Em agosto de 1953, o PDG de Gondjout fundiu-se com o Comitê Misto Gabonês para formar o Bloco Democrático Gabonês (BDG). Ao longo dos sete anos seguintes, o partido publicou um jornal que chamou a atenção do aspirante a político Léon M'ba, a quem Gondjout já havia ajudado a eleger para o conselho de governo gabonês. Os dois formaram uma aliança apoiada pela comunidade empresarial de Mpongwe, os ricos Fangs costeiros (como M'ba) e os franceses, que conseguiram dominar Jean-Hilaire Aubame e colegas membros da União Democrática e Social Gabonesa. Gondjout, o secretário autonomeado do BDG, indicou M'ba para ser o secretário-geral. Ele e M'ba acreditavam que o Gabão não deveria ter total independência política, afirmando pouco antes de ser obtida:
Afirmo minha crença de que seria prematuro agora o Gabão alcançar total independência, pois isso a precipitaria irreparavelmente em anarquia ou, o que seria ainda pior, em uma espécie de neocolonialismo.
M'ba derrubou Gondjout como chefe do BDG e Goundjout se alinhou com Aubame em várias questões, como se opor à limitação de poder de M'ba. No entanto, quando o Gabão conquistou sua independência em 17 de agosto de 1960, Gondjout foi nomeado Presidente da Assembleia Nacional pelo novo presidente do Gabão, Leon M'ba. Em novembro de 1960 ou 1961, Gondjout pediu uma emenda constitucional para permitir-lhe mais poder executivo. Quando M'ba reorganizou seu gabinete sem consultar o Parlamento, Gondjout apresentou uma moção de censura. Ele supostamente esperava se beneficiar de um equilíbrio de poder modificado para sua própria vantagem e modelar o Gabão segundo as democracias ocidentais. M'ba, que não compartilhava dessas ideias, reagiu de forma repressiva.
Em 16 de novembro, sob o pretexto de uma conspiração, M'ba declarou estado de emergência, ordenando o internamento de oito opositores do BDG e a dissolução da Assembleia Nacional no dia seguinte. Os eleitores foram convidados a votar novamente em 12 de fevereiro de 1961. O próprio Gondjout foi condenado a dois anos de prisão. Ele foi preso em uma vila remota em prisão domiciliar, onde foi fornecido, de acordo com o embaixador dos Estados Unidos no Gabão, Charles Darlington, "com todo o uísque e cerveja que ele [poderia] beber e todas as garotas que ele queria". Incapaz de cumprir sua posição, foi entregue a Louis Bigmann. Após a libertação de Gondjout, M'ba o nomeou para o cargo simbólico de Presidente do Conselho Econômico, em parte para silenciar qualquer ameaça ao poder de M'ba.

## Golpe de Estado no Gabão de 1964
Durante a noite de 17 de fevereiro e a madrugada de 18 de fevereiro de 1964, 150 membros das forças armadas, gendarmaria e polícia gabonesas, chefiados pelo tenente Jacques Mombo e Valére Essone, tomaram o palácio presidencial. Eles prenderam o presidente da Assembleia Nacional, Louis Bigmann, os comandantes franceses Claude Haulin e o major Royer, vários ministros, e o presidente M'ba, que foi arrastado de sua cama sob a mira de uma arma. Na Rádio Libreville, os militares anunciaram ao povo gabonês que havia ocorrido um Golpe de Estado, pediram assistência técnica e disseram aos franceses que não interferissem neste assunto. M'ba foi forçado a transmitir um discurso reconhecendo sua derrota, no qual ele disse: "O Dia D está aqui, as injustiças são além da medida, essas pessoas são pacientes, mas sua paciência tem limites. Chegou a ferver."

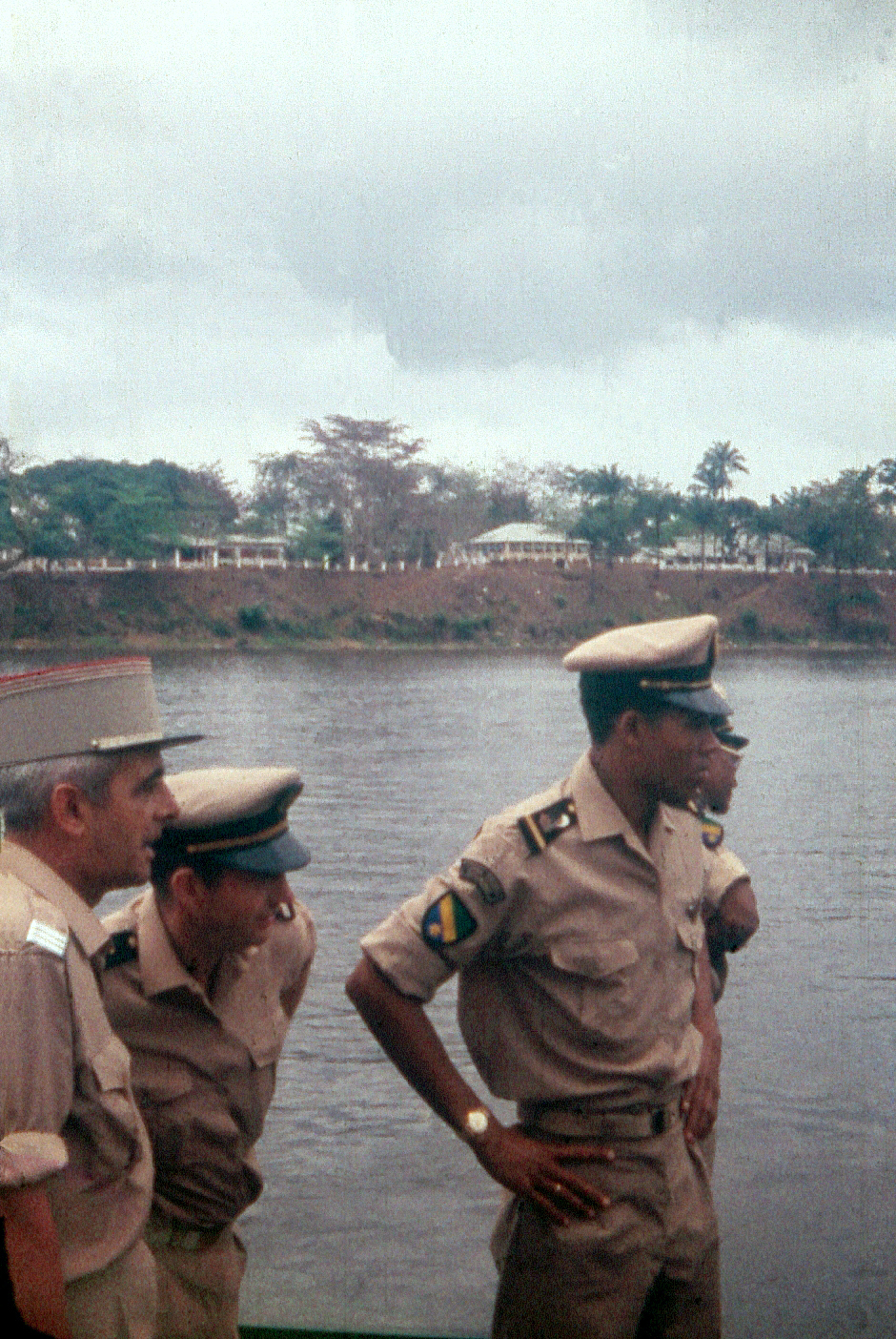
Oficiais militares gaboneses e franceses fotografados em 1959

Nenhum sangue foi derramado durante o evento e, pelo fato do povo gabonês não ter respondido com violência, os militares interpretaram isso como um sinal de aprovação. Aubame foi oferecido à presidência do governo provisório recém-formado. O governo era composto por políticos civis da UDSG e da BDG, como Gondjout. Durante o golpe, foi Ministro de Estado. Os líderes do golpe estavam satisfeitos em restaurar a segurança para os civis. O pequeno exército gabonês não interveio; compostos principalmente por oficiais franceses, eles permaneceram em seus quartéis.
O segundo tenente Ndo Edou deu instruções para transferir M'ba para Ndjolé, reduto eleitoral de Aubame. No entanto, devido às fortes chuvas, o presidente deposto e seus captores se abrigaram em uma vila desconhecida. Na manhã seguinte decidiram levá-lo pelo caminho mais fácil para Lambaréné. Várias horas depois, eles voltaram para Libreville. O novo chefe de governo entrou em contato com o embaixador francês Paul Cousseran, para assegurar-lhe que a propriedade dos estrangeiros seria protegida e para pedir contra a intervenção militar francesa. Em Paris, o presidente Charles de Gaulle decidiu contra o apelo.
M'ba era um dos aliados africanos mais leais da França e, durante uma visita à França em 1961, declarou: "todos os gaboneses têm duas pátrias: França e Gabão". Além disso, sob seu regime, os europeus foram particularmente bem tratados. As autoridades francesas decidiram, portanto, de acordo com os acordos franco-gabão assinados, restaurar o governo legítimo. A intervenção não poderia começar sem um pedido formal ao Chefe de Estado do Gabão. Desde que M'ba estava preso, os franceses entraram em contato com o vice-presidente do Gabão, Paul-Marie Yembit, que não havia sido preso. No entanto, ele permaneceu desaparecido; por isso, decidiram redigir uma carta pré-datada confirmando sua intervenção, que Yembit assinaria posteriormente. Menos de 24 horas depois, tropas francesas estacionadas em Dacar e Brazavile desembarcaram em Libreville e restauraram M'ba ao poder. Durante a operação, um soldado francês e de 15 a 25 gaboneses morreram.

## Pós-golpe de Estado
Aubame e Gondjout fugiram de Libreville, mas foram capturados antes de 20 de fevereiro. Em agosto, foi aberto um julgamento dos rebeldes e do governo provisório em Lambaréné. Foi definido um "estado de precações", que decretou que o governo local mantivesse a vigilância sobre suspeitos de encrenqueiros e, se necessário, ordenasse o toque de recolher e fossem exigidas permissões especiais para circular pela cidade. O julgamento foi realizado em um prédio escolar com vista para o rio Ogoué, que ficava perto do hospital de Albert Schweitzer. O espaço na audiência foi limitado, então membros do público foram impedidos de comparecer. As licenças eram necessárias para participar do julgamento e os membros da família estavam restritos a uma permissão cada. A cobertura da imprensa era limitada e os jornalistas só eram permitidos se representassem uma agência de notícias de alto nível. Além disso, havia restrições à defesa do acusado.
Durante um julgamento que levou a pena de morte como sanção máxima, a acusação chamou 64 testemunhas separadas. Aubame alegou que formou seu governo provisório de maneira constitucional; a pedido de membros dos "putschists". Ele argumentou que a intervenção francesa foi efetivamente um ato ilegal de interferência; uma crença compartilhada por Gondjout e pelo ex-ministro da Educação, Jean Mare Ekoh. Em 9 de setembro, sem consultar M'ba, Leon Auge proferiu um veredicto absolvendo Ekoh e Gondjout de todas as acusações.
Pouco se sabe da vida de Goundjout entre sua absolvição em 1966 e sua morte em 1º de julho de 1990, em Libreville. Ele está enterrado em Libreville perto de sua esposa Odette (falecida em 2006), uma ex-modelo. Uma escola secundária foi criada em seu nome.